# Cheumatopsyche maculata
Cheumatopsyche maculata is een schietmot uit de familie Hydropsychidae. De soort komt voor in het Afrotropisch gebied.